# Zopyre de Gordion
Pour les articles homonymes, voir Zopyre.
Zopyre de Gordion est un médecin grec de Gordion (en Phrygie) ou de Gorte (en Crète).
Il était contemporain de Plutarque. Le philosophe de Chéronée le met au nombre des interlocuteurs des Symposiaques ou propos de table (liv. 3, ch. 6). C'est dans sa bouche qu'il place la défense de l'opinion d'Épicure sur le temps le plus favorable aux plaisirs de l'amour.

## Source
- « Zopyre de Gordion », dans Louis-Gabriel Michaud, Biographie universelle ancienne et moderne : histoire par ordre alphabétique de la vie publique et privée de tous les hommes avec la collaboration de plus de 300 savants et littérateurs français ou étrangers, 2e édition, 1843-1865 [détail de l’édition].